# Monetnica sucha
Monetnica sucha (Rhodocollybia filamentosa (Velen.) Antonín) – gatunek grzybów należący do rodziny Omphalotaceae.

## Systematyka i nazewnictwo
Pozycja w klasyfikacji według Index Fungorum: Omphalotaceae, Agaricales, Agaricomycetidae, Agaricomycetes, Agaricomycotina, Basidiomycota, Fungi.
Po raz pierwszy opisał go w 1920 roku Josef Velenovský, nadając mu nazwę Collybia filamentosa. Obecną nazwę nadał mu w 1986 roku Vladimír Antonín, przenosząc go do rodzaju Rhodocollybia.
Nazwę polską zaproponował Władysław Wojewoda w 2003 r.

## Morfologia
Kapelusz dzwonkowaty do kulistego i wypukłego, z szerokim, podwiniętym i wyraźnym brzegiem. Powierzchnia gładka, naga, nielepka, nieco higrofaniczna, promieniście włókienkowata, czerwonobrązowa lub ciemnofioletowa. Blaszki białawe, bardzo cienkie i gęste, z licznymi blaszeczkami, o bardzo ząbkowanym, postrzępionym brzegu. Trzon o wysokości 3–9 cm, z poszerzoną podstawą. Powierzchnia aksamitna, czerwonobrązowa, jaśniejsza u góry i ciemniejsza od dołu. Ma lekki grzybowy zapach. Zarodniki elipsoidalne, prawie kuliste.

## Występowanie i siedlisko
Znany jest tylko w Europie. W Polsce W. Wojewoda w 2003 r. przytoczył 2 stanowiska, w późniejszych latach podano następne. Aktualne stanowiska podaje także internetowy atlas grzybów. Znajduje się w nim na liście gatunków zagrożonych i wartych objęcia ochroną.
Naziemny grzyb saprotroficzny występujący głównie górskich lasach pod świerkami. Preferuje kwaśną glebę.